# مجاعة الصين الكبرى
مجاعة الصين الكبرى (بالصينية: 三年大饥荒) هي فترة في تاريخ جمهورية الصين الشعبية اتسمت بحدوث مجاعة كبيرة بين عامي 1959 و1961. يضيف بعض الباحثين إلى هذه الفترة عام 1958 أو 1962. تعتبر هذه المجاعة واحدةً من أشد الكوارث التي تسبب بها الإنسان على مر التاريخ، إذ يصل عدد القتلى الناجم عنها إلى عشرات الملايين.
كانت العوامل الرئيسية التي أسهمت في حدوث هذه المجاعة هي سياسات حملة القفزة العظيمة للأمام (1958 إلى 1962) وإدارة تجمعات العاملين، بالإضافة إلى بعض الكوارث الطبيعية التي حدثت خلال تلك الفترة مثل الجفاف. خلال مؤتمر الكوادر السبعة آلاف الذي عقد في أوائل عام 1962، صرح السياسي ليو شاوتشي رسميًا أن الكوارث الطبيعية ساهمت في حدوث المجاعة بنسبة 30%، في حين ساهمت السياسات التي صنعها الإنسان بحوالي 70%. بعد تدشين الإصلاحات الاقتصادية والانفتاح، صرح الحزب الشيوعي الصيني رسميًا عام 1981 أن سبب المجاعة يرجع أساسًا إلى وجود أخطاء في حملة القفزة العظيمة للأمام، وكذا الحملة المناهضة لليمين، بالإضافة إلى بعض الكوارث الطبيعية والانقسام الصيني السوفيتي.

## حجم وتأثير المجاعة

### انخفاض الإنتاج
تزامنت التغييرات الضارة في تنظيم الزراعة وسياساتها مع وجود أنماط طقس سيئة، مثل الجفاف والفيضانات. نتيجةً لذلك انخفض إنتاج الحبوب عامًا بعد عام في الصين، كما انخفض الحصاد بنسبة 15% في عام 1959. وبحلول عام 1960، كانت النسبة تساوي 70٪ مما كانت عليه في عام 1958. وفقًا للحولية الإحصائية الصينية (1984) انخفض إنتاج المحاصيل من 200 مليون طن في عام 1958 إلى 143.5 مليون طن في عام 1960 .

### عدد القتلى

معدل الولادات والوفيات في الصين

بسبب نقص الغذاء وضعف الإقبال على الزواج في ذلك الوقت، ووفقًا للإحصاءات الرسمية الصينية، بلغ عدد سكان الصين في عام 1961 حوالي 658,590,000، أي أقل بنحو 14,580,000 مما كان عليه في عام 1959. انخفض معدل المواليد من 2.922% (1958) إلى 2.086% (1960)، وارتفع معدل الوفيات من 1.198% (1958) إلى 2.543% (1960)، في حين بلغ متوسط هذين المعدلين في فترة 1962-1965 نحو 4% و 1% على التوالي. بلغت معدلات الوفيات ذروتها عام 1961 وبدأت تتقلص بشكل سريع بعد ذلك، كما هو مبين في جدول البيانات على اليسار.

تتفاوت التقديرات غير الرسمية لعدد القتلى، لكن الباحثين حصروا عدد ضحايا المجاعة ما بين 20 و43 مليون شخصًا. يُعتقد أن الحكومة لم توثق عدد القتلى وتعمدت تخفيضه. ذكر لو باو قوه مراسل وكالة أنباء شينخوا ومقرها في شينيانج للصحفي يانج جيشينج لماذا لم يصرح أبدًا حول الأمر:
في النصف الثاني من عام 1959، ركبت الحافلة لمسافة طويلة من شينيانغ إلى لوشان وغوشي، ورأيت خارج النافذة جثثًا فوق بعضها. لم يجرؤ أحد على التفوه بحرف حول الأمر داخل الحافلة. توفي ثلث سكان مقاطعة قوانغ شان، لكن الرغم من كل ذلك، كان القادة المحليون يستمتعون بوجباتهم ومشروباتهم. لقد رأيت من قالوا الحقيقة يقتلون ويعذبون. هل سأجرؤ أنا على الكتابة والتصريح حول الأمر؟

### أكل لحوم البشر
تؤكد تقارير وروايات شفوية منتشرة، وبعض الوثائق الرسمية، شيوع ممارسة أكل لحوم البشر خلال فترة المجاعة،:352 وبسبب حجمها وتأثيرها الكبير، امتدت الممارسة على نطاق لم يسبق له مثيل في تاريخ القرن العشرين.

## أسباب المجاعة
نتجت مجاعة الصين الكبرى عن عدة عوامل، وهي: التغييرات الجذرية في اللوائح الزراعية التي فرضتها الحكومة، والضغط الاجتماعي، وسوء الإدارة الاقتصادية، والكوارث الطبيعية، مثل: الجفاف والفيضانات في المناطق الزراعية.

### القفزة العظيمة للأمام
أدخل رئيس الحزب الشيوعي الصيني ماو تسي تونغ تغييرات جذرية على السياسات الزراعية تحظر ملكية المزارع، مع تطبيق عقوبات على غير الملتزمين. كما أدت الضغوطات الاجتماعية المفروضة على المواطنين فيما يتعلق بقطاعي الزراعة والأعمال التجارية، التي تسيطر عليهما الحكومة، إلى عدم استقرار الدولة. وفقًا لتحليل أجراه الصحفي يانج جيشينج، لقي حوالي 36 مليون شخص مصرعهم جوعًا بسبب القوانين الصادرة خلال فترة 1958-1962 وحملة القفزة العظيمة للأمام.

#### التقنيات الزراعية
إلى جانب العملية الجماعية، أصدرت الحكومة المركزية عدة تغييرات في التقنيات الزراعية استنادًا إلى أفكار المهندس الزراعي الروسي تروفيم ليسينكو الذي فقد مصداقيته لاحقًا. كانت إحدى هذه الأفكار هي الزراعة الكثيفة، تضاعفت كثافة الشتلات ثلاث مرات في البداية، ثم تضاعفت مرة أخرى، واستندت هذه الفكرة على أن النباتات من نفس النوع لن تتنافس فيما بينها. لكن في الدورات الطبيعية، حدث التنافس بينها بشكل كامل، الأمر الذي أدى فعليًا إلى إعاقة النمو، ما نجم عنه انخفاض العائدات.

#### حملة الآفات الأربع
دعت الحكومة المواطنين خلال هذه الحملة إلى قتل العصافير والطيور البرية الأخرى التي تأكل بذور المحاصيل لحماية الحقول. أُسقِطَت الطيور، وكان بعضها خائفًا من الهبوط حتى يجبرها الإرهاق. فشلت الحملة فشلًا ذريعًا ونجم عنها زيادة هائلة في عدد الحشرات الطفيلية التي دمرت المحاصيل ولم تجد من يقضي عليها من الطيور.

#### وهم الوفرة الهائلة
بدأ الحزب الشيوعي الصيني في عام 1957 الإبلاغ عن إنتاج مفرط للحبوب بسبب ضغوط من القيادة العليا لتحقيق النجاح، لكن في الحقيقة، كان الإنتاج الفعلي يتناقص في جميع أنحاء الصين خلال فترة 1957-1961. على سبيل المثال:
- في مقاطعة سيتشوان، وعلى الرغم من انخفاض الحبوب المجمعة خلال فترة 1958-1961، إلا أن الأرقام التي أبلغت عنها الحكومة المركزية استمرت في الازدياد.[29]
- في قانسو، انخفض إنتاج الحبوب بمقدار 4,273,000 طنًا من 1957 إلى 1961.[8]

أسفرت هذه من الأحداث عن ظهور ما عرف بوهم الوفرة الفائقة 浮 夸 风))، إذ اعتقد الحزب أن لديهم كميات زائدة من الحبوب. لكن الواقع كان عكس ذلك، حيث كان إنتاج المحاصيل أقل من المتوسط. على سبيل المثال، اعتقدت بكين أن مخازن الحبوب ستمتلئ في عام 1960 بحوالي 50 مليار جين من الحبوب، لكنها فعليًا مُلئت ب12.7 مليار جين فقط. كانت التأثيرات الناجمة عن وهم الوفرة الهائلة كبيرة، ما دفع بعض المؤرخين إلى الزعم أنه كان السبب الرئيسي وراء الكثير من المجاعات في مختلف أنحاء الصين. ذكر يانغ دالي أن هناك ثلاثة نتائج رئيسية نجمت عن وهم الوفرة الفائقة:
أولاً، أدى هذا الوهم إلى إلى قيام المخططين بتغيير محاصيل الأراضي من الحبوب الغذائية إلى المحاصيل الاقتصادية التجارية، مثل القطن وقصب السكر، ودفع أعداد كبيرة من العمال الزراعيين إلى العمل في قطاعات صناعية، ما زاد من طلب الدولة على الحبوب المشتراة من الريف. ثانيًا، دفع القادة الصينيين، وخاصة تشوان لاي، إلى التعجيل بتصدير الحبوب لتأمين المزيد من العملات الأجنبية لشراء السلع اللازمة للتصنيع. وأخيرًا، تسبب الوهم في جعل اعتماد قاعات إدارة العاملين الفوضوية أمرًا يبدو عقلانيًا في ذلك الوقت، وقد أسهم كل ذلك، بطبيعة الحال، في الاستنفاد السريع لإمدادات الحبوب.